# NGC 6617
NGC 6617 је спирална галаксија у сазвежђу Змај која се налази на NGC листи објеката дубоког неба.
Деклинација објекта је + 61° 19' 10" а ректасцензија 18h 14m 2,9s. Привидна величина (магнитуда) објекта NGC 6617 износи 14,6 а фотографска магнитуда 15,3. NGC 6617 је још познат и под ознакама UGC 11176, MCG 10-26-29, CGCG 301-25, PGC 61613.